# Тревор Генрі Ворті
Тревор Генрі Ворті (англ. Trevor Henry Worthy; народився 3 січня 1957) — новозеландський палеозоолог, відомий своїми дослідженнями гігантських птахів моа та інших вимерлих хребетних Нової Зеландії. За свою роботу отримав прізвисько «Доктор Моа».

## Біографія
Ворті виріс у Бродвуді у регіоні Нортленд. Навчався у середній школі для хлопчиків у Фангареї. Він розпочав свою кар'єру як палеонтолог-аматор після того, як зацікавився скам'янілістю під час відвідування печер. Ворті здобув ступінь бакалавра та магістра в Університеті Вайкато, а потім здобув другий ступінь магістра в Університеті Вікторії у Веллінгтоні.
У 1987 році Ворті описав три нові види вимерлих жаб з родини лейопельматід із печерних субфосильних решток:Leiopelma auroraensis, Leiopelma markhami і Leiopelma waitomoensis. У 1990-х роках він відкрив кілька нових для науки викопних видів птахів: Dendroscansor decurvirostris, Puffinus spelaeus та Nycticorax kalavikai. У 1991 році він також описав новий викопний вид сцинків Oligosoma northlandi.
У 1998 році Ворті розкопав субфосильні кістки на Фіджі, описавши нові види нелітаючих гігантських голубів Natunaornis gigoura, великонога Megapodius amissus, кулика Coenocorypha miratropica, земляної жаби Platymantis megabotoniviti і малого прісноводного крокодила Volia athollandersoni. Голотипи цих видів зберігаються в музеї Нової Зеландії Те Папа Тонгарева.
Протягом багатьох років Ворті брав участь у розкопках міоценових скам'янілостей з доісторичного озера в центральному Отаго, включаючи найдавніші з відомих кісток моа, найдавніші кістки туатар та першого відомого викопного наземного ссавця з Нової Зеландії.
З 2005 по 2009 рік він навчався в Університеті Аделаїди, де у 2008 році здобув ступінь доктора філософії. У 2011 році він здобув ступінь доктора наук в Університеті Вайкато. Він працював в Університеті Нового Південного Уельсу з 2009 по 2011 рік, повернувся в Університет Аделаїди у 2012 році, а з 2013 року працював в Університеті Фліндерс.
Ворті є автором або співавтором численних наукових робіт про доісторичне життя в Новій Зеландії. За книгу «Загублений світ моа» (2002) він і Річард Голдевей отримали медаль Д. Л. Сервенті від Королівської спілки орнітологів Австралії у 2003 році за видатну опубліковану роботу про орнітофауну Австралії.